# Ribnice
Ribnice (cyr. Рибинце) – wieś w Serbii, w okręgu pczyńskim, w mieście Vranje. W 2011 roku liczyła 472 mieszkańców.